# Adolf Ederer
Adolf Ederer (* 27. Dezember 1935 in Landshut) ist ein deutscher Diplomat a. D.

## Leben
Ederer studierte von 1956 bis 1960 Betriebswirtschaft an der Universität München. Er war deutscher Botschafter in Panama (1975–79), in der Republik Kongo (1991–1997) und in Jamaika, auf den Bahamas sowie in Belize (1997–2001). Weitere Auslandsposten für Deutschland hatte er in Chile (1966–1969 und 1983–1991) und Sri Lanka (1972–1975).

## Mitgliedschaften
Ederer ist erster Vizepräsident und ständiger Vertreter des Ibero-Club Bonn e.V. Des Weiteren ist er Präsident des Deutsch-Chilenischen Freundeskreises e.V. Er ist seit 1958 Mitglied der katholischen Studentenverbindung K.D.St.V. Trifels München im Cartellverband (CV).